# Радзиевский, Иероним
Иероним Радзиевский (пол. Hieronim Radziejowski; 1612 — 8 августа 1667, Адрианополь, Турция) — государственный и дипломатический деятель Речи Посполитой, подканцлер великий коронный (1650) и польный, воевода инфлянтский (1667), староста сохачевский (1634) и ломжинский. Маршалок сейма Речи Посполитой (1645).

## Биография
Представитель польского шляхетского рода Радзиевских герба Юноша. Сын воеводы ленжицкого Станислава Радзиевского (1575—1637) и Катарины Собеской, дочери воеводы люблинского Марка Собеского.
В начале 1630-х годов оказался при дворе Владислава IV, быстро приобрел значительное влияние, и уже в 1634 стал старостой сохачевским. В 1640 впервые, несмотря на публичный скандал и обвинение в изнасиловании, был избран послом (депутатом)
сейма. В 1645 — маршалок сейма Речи Посполитой. От имени короля вёл тайные переговоры с запорожскими казаками о совместной экспедиции против турок.
После 1646 — секретарь королевы Марии Гонзаги.
Во время восстания Б. Хмельницкого в 1648 принимал участие в битве под Пилявцами. Был одним из обвиняемых в разгроме польско-шляхетского войска восставшими запорожскими казаками и крестьянами.
В 1650 стал подканцлером коронным, чему вновь сопутствовал скандал и обвинение в том, что он купил эту должность.
В 1651 возник конфликт между И. Радзиевским и королём Яном II Казимиром. Во время похода против казаков, король приказал вскрыть его корреспонденцию, в результате чего было обнаружено письмо к королеве с критикой Яна Казимира и жалобой на то, что король имеет любовную связь с женой Радзиевского, сопровождавшую его в походе.
Подканцлер был отстранен от участия в военном совете.
После победы в Берестецкой битве (1651), И. Радзиевский вместе с маршалком надворным коронным Лукашем Опалинским, обвинил короля в неумелом командовании шляхетскими войсками, в результате чего Б. Хмельницкий с казаками смог уйти от полного поражения и встал во главе рокоша (мятежа) и посполитого рушения, и увёл большую часть шляхты из королевского лагеря, что привело к прекращению дальнейшей борьбы с Б. Хмельницким.
В 1652 по обвинению в оскорблении королевского имени он был приговорен к смертной казни, но бежал в Вену, где просил дать ему армию для захвата Кракова, но был признан авантюристом. Вынужден был уехать оттуда в Швецию.
Встал на сторону врагов Речи Посполитой и лично короля Яна II Казимира. Принимал участие в заговорах вместе с шведской королевой Кристиной, Карлом X Густавом и Богданом Хмельницким против Польши. Был одним из инициаторов создания союза Швеции, Трансильвании и Хмельницкого против Речи Посполитой.
В 1655 в составе армии фельдмаршала Арвида Виттенберга участвовал во вторжении шведов в Речь Посполитую (Шведский потоп). Под Уйсцем ему удалось склонить к переходу на сторону шведов часть польской шляхты.
В следующем году по обвинению в предательстве он был арестован шведами и заключён в замок Мальборк, после суда состоявшегося в 1657 г., И. Радзиевский был переведен в замок Эребру в Швеции. В 1660 после заключения мира между Речью Посполитой и Швецией, он был выпущен из заключения, благодаря заступничеству Яна II Казимира Ваза.
Вернулся в Польшу. После горячих споров его позорные поступки были прощены.
В 1667 был отправлен с дипломатической миссией в Османскую империю для ведения переговоров, но заразившись, умер в Адрианополе.

## Семья и дети
1-я жена с 1642 года Эуфрозына Эулалия Тарновская (до 1615—1646), дочь графа Яна Тарновского и Анны Корнякт, вдова старосты каменецкого, князя Ежи Вишневецкого (ум. 1641). Дети от первого брака:
- Станислав Радзиевский (1643—1670), староста каменецкий, солецкий и варецкий
- Михал Стефан Радзиевский (1645—1705), архиепископ гнезненский и Примас Польши в 1688—1705

2-я жена с 1650 года Эльжбета Слушка (1619—1671), дочь воеводы трокского Александра Слушки и Софии Констанции Зенович, вдова маршалка надворного коронного Адама Казановского (1599—1649). Второй брак был бездетным и закончился разводом в 1651 году.

## Образ Иеронима Радзиевского в искусстве

### В литературе
- В историю Польши вошёл как национальный предатель, действия и поступки которого (как считается в польской литературе) привели к «Шведскому потопу» . Иероним Радзиевский является одним из отрицательных героев романа Г. Сенкевича «Потоп» и «Огнём и мечом».

### В кино
- «Огнём и мечом» / «Ogniem i mieczem» (1999; Польша) режиссёр — Ежи Гоффмана, в роли Радзиевского — Ежи Карашкевич.